# Johannes Hassebroek
Johannes Hassebroek (ur. 7 listopada 1911 w Halle, zm. 17 kwietnia 1977 w Westerstede) – niemiecki zbrodniarz wojenny, ostatni komendant obozu koncentracyjnego Gross-Rosen oraz SS Sturmbannführer.

## Życiorys
Do NSDAP należał od 1930, a do SS od 1934. Karierę obozową rozpoczął w 1936 w Esterwegen (KL). Następnie od października 1936 do października 1939 pełnił służbę w Sachsenhausen (m.in. jako adiutant i dowódca kompanii w ramach SS-Totenkopfverbände). Do 1942 Hassebroek dowodził także kompaniami w Batalionie SS Westland (Klagenfurt) i 9 Pułku Piechoty SS (Ostfront).
W sierpniu 1942 wrócił do służby w obozach koncentracyjnych i pełnił funkcję Schutzhaftlagerführera (kierownika obozu) w Oranienburgu (do października 1943). Wreszcie 11 października 1943 powołano go na stanowisko komendanta Gross-Rosen. Funkcję tę pełnił do ewakuacji obozu. Hassebroek ponosi bezpośrednią odpowiedzialność za zbrodnie popełnione na więźniach Gross-Rosen.
W 1945 został schwytany przez aliantów, a w 1948 skazany przez brytyjski Trybunał Wojskowy na karę śmierci za zbrodnie popełnione w obozach koncentracyjnych. W styczniu 1950 karę zamieniono mu jednak na 15 lat więzienia, a już we wrześniu 1954 wypuszczono go na wolność.